# 阿久和西
阿久和西（あくわにし）は、神奈川県横浜市瀬谷区の地名。現行行政地名は阿久和西一丁目から阿久和西四丁目。住居表示未実施区域。
阿久和地区の一部である。

## 地理
瀬谷区の南部に位置し、東で阿久和東一・二・四丁目、南で阿久和南一・二・四丁目、南西で泉区和泉町、西で宮沢一〜四丁目、北で三ツ境と接している。

### 地価
住宅地の地価は、2025年（令和7年）1月1日の公示地価によれば、阿久和西二丁目11番4の地点で17万円/m²となっている。

### 地名の由来
町名は、「阿久和」という由緒ある町名を残したいという地元の要望が強かったことと、阿久和町の西部に位置することから「阿久和西」を採った。

## 歴史

### 沿革
出典：
- 1995年（平成7年）8月7日 - 町界町名地番整理事業の施行に伴い、阿久和町の一部を分離し、阿久和西一丁目と阿久和西二丁目を新設。
- 1996年（平成8年）8月5日 - 町界町名地番整理事業の施行に伴い、阿久和町の一部を分離し、阿久和西三丁目と阿久和西四丁目を新設。
- 1998年（平成10年）5月16日 - 土地区画整理事業（阿久和）における換地処分に伴い[8]、阿久和町と阿久和東四丁目の一部を、阿久和西二丁目に編入する。

### 町名の変遷
| 実施後         | 実施年月日              | 実施前（各町名ともその一部） |
| -------------- | ----------------------- | ---------------------------- |
| 阿久和西一丁目 | 1995年（平成7年）8月7日 | 阿久和町（一部）             |
| 阿久和西二丁目 | 1995年（平成7年）8月7日 | 阿久和町（一部）             |
| 阿久和西三丁目 | 1996年（平成8年）8月5日 | 阿久和町（一部）             |
| 阿久和西四丁目 | 1996年（平成8年）8月5日 | 阿久和町（一部）             |

## 世帯数と人口
2025年（令和7年）6月30日現在（横浜市発表）の世帯数と人口は以下の通りである。
| 丁目           | 世帯数    | 人口    |
| -------------- | --------- | ------- |
| 阿久和西一丁目 | 1,183世帯 | 2,526人 |
| 阿久和西二丁目 | 1,171世帯 | 2,549人 |
| 阿久和西三丁目 | 1,043世帯 | 2,287人 |
| 阿久和西四丁目 | 648世帯   | 1,268人 |
| 計             | 4,045世帯 | 8,630人 |

### 人口の変遷
国勢調査による人口の推移。
| 年                 | 人口  |
| ------------------ | ----- |
| 1995年（平成7年）  | 5,729 |
| 2000年（平成12年） | 9,144 |
| 2005年（平成17年） | 9,455 |
| 2010年（平成22年） | 9,417 |
| 2015年（平成27年） | 8,948 |
| 2020年（令和2年）  | 8,633 |

### 世帯数の変遷
国勢調査による世帯数の推移。
| 年                 | 世帯数 |
| ------------------ | ------ |
| 1995年（平成7年）  | 1,957  |
| 2000年（平成12年） | 3,229  |
| 2005年（平成17年） | 3,412  |
| 2010年（平成22年） | 3,506  |
| 2015年（平成27年） | 3,410  |
| 2020年（令和2年）  | 3,454  |

## 学区
市立小・中学校に通う場合、学区は以下の通りとなる（2024年11月時点）。
| 丁目           | 番・番地等                      | 小学校               | 中学校           |
| -------------- | ------------------------------- | -------------------- | ---------------- |
| 阿久和西一丁目 | 1〜6番地 8番地 26番地の1        | 横浜市立三ツ境小学校 | 横浜市立原中学校 |
| 阿久和西一丁目 | 7番地 9〜25番地 26番地の2〜終り | 横浜市立原小学校     | 横浜市立原中学校 |
| 阿久和西二丁目 | 全域                            | 横浜市立原小学校     | 横浜市立原中学校 |
| 阿久和西三丁目 | 全域                            | 横浜市立原小学校     | 横浜市立原中学校 |
| 阿久和西四丁目 | 全域                            | 横浜市立原小学校     | 横浜市立原中学校 |

## 事業所
2021年（令和3年）現在の経済センサス調査による事業所数と従業員数は以下の通りである。
| 丁目           | 事業所数  | 従業員数 |
| -------------- | --------- | -------- |
| 阿久和西一丁目 | 43事業所  | 561人    |
| 阿久和西二丁目 | 31事業所  | 250人    |
| 阿久和西三丁目 | 47事業所  | 585人    |
| 阿久和西四丁目 | 48事業所  | 439人    |
| 計             | 169事業所 | 1,835人  |

### 事業者数の変遷
経済センサスによる事業所数の推移。
| 年                 | 事業者数 |
| ------------------ | -------- |
| 2016年（平成28年） | 179      |
| 2021年（令和3年）  | 169      |

### 従業員数の変遷
経済センサスによる従業員数の推移。
| 年                 | 従業員数 |
| ------------------ | -------- |
| 2016年（平成28年） | 1,794    |
| 2021年（令和3年）  | 1,835    |

## 施設
- 横浜市立原中学校
- 横浜阿久和郵便局[18]
- 西友 阿久和店[19]
- オーケー 阿久和店[20]

## その他

### 日本郵便
- 郵便番号 : 246-0025[3]（集配局：瀬谷郵便局[21]）

### 警察
町内の警察の管轄区域は以下の通りである。
| 町丁           | 番地等 | 警察署     | 交番・駐在所 |
| -------------- | ------ | ---------- | ------------ |
| 阿久和西一丁目 | 全域   | 瀬谷警察署 | 阿久和町交番 |
| 阿久和西二丁目 | 全域   | 瀬谷警察署 | 阿久和町交番 |
| 阿久和西三丁目 | 全域   | 瀬谷警察署 | 阿久和町交番 |
| 阿久和西四丁目 | 全域   | 瀬谷警察署 | 阿久和町交番 |